# Sulayman Nyang
Sulayman Sheikh Nyang (* 12. August 1944 in Gambia; † 12. November 2018 in Washington, D.C.) war ein gambisch-amerikanischer Politologe, Afrika- und Islamwissenschaftler. Er war Professor für Afrikastudien an der Howard University in Washington, D.C.

## Leben
Der gebürtige Gambier ging 1964 nach Großbritannien und ein Jahr später in die Vereinigten Staaten, wo er auf der Hampton University den B.A.-Grad in Politikwissenschaft und Philosophie erlangte. Den M.A. in Öffentlicher Verwaltung erlangte er an der University of Virginia, wo er 1974 auch zum Ph.D. im Fach Government (Politikwissenschaft) promovierte.
Von 1975 bis 1978 war er stellvertretender Botschafter Gambias in Saudi-Arabien. Von 1986 bis 1993 war Nyang Vorsitzender der Abteilung Afrikastudien am Howard University. Er war unter anderem als Berater für die Smithsonian Institution tätig. Zu den Schwerpunkten seiner Lehre und Forschung zählten der Islam, Regierungssysteme Afrikas, afrikanische politische Ideengeschichte sowie öffentliche Ordnung (public policy).

## Werke
- Islam, Christianity and African Identity (1984)
- A Line in the Sand: Saudi Arabia’s Role in the Gulf War (1995, mit Evan Hendricks)
- Religious Plurality in Africa (1993, mit Jacob Olupona)